# Tres Bocas
Tres Bocas corresponde a un paraje rural de Chile en la comuna de Valdivia, provincia de Valdivia, Región de Los Ríos. Se ubica en la ribera este del río Cruces, próximo al caserío de Chorocamayo.

## Historia

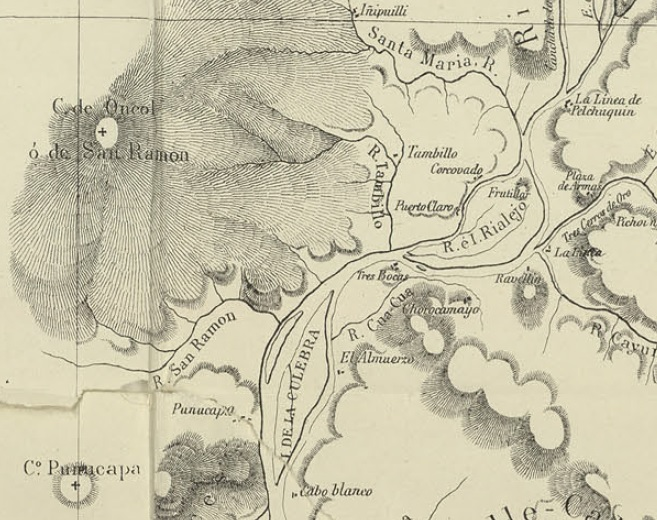
Tres Bocas en el Mapa de Expedición del Río Valdivia de Francisco Vidal Gormaz

El 20 de mayo de 1859 pasa a esta localidad el explorador alemán Paul Treutler y realiza una visita a la casa del colono alemán que identifica como «herr Exss», dedicado al comercio de madera. En su casa come y bebe chicha de manzana.
La localidad fue incorporada en el mapa del ingeniero Francisco Vidal Gormaz en el año 1868.

## Accesibilidad y transporte
Tres Bocas se encuentra en la ribera este del río Cruces, está distante a 11,9 km de la ciudad de Valdivia a través de la Ruta 202.